# Adrián Peña
Nelson Adrián Peña Robaina (San Bautista, 20 de enero de 1976-Los Cerrillos, 4 de abril de 2024) fue un empresario y político uruguayo, del Partido Colorado.
Fue electo como diputado en las elecciones generales de 2014, encabezando una lista de Vamos Uruguay por el departamento de Canelones. En 2018 adhirió al novel sector Ciudadanos y en las elecciones generales de 2019 fue electo como Senador de la República para la legislatura XLIX (2020-2025).
Creado el Ministerio de Ambiente de Uruguay en 2020, Peña ejerció como su 1.er ministro desde el 27 de agosto de 2020 hasta su renuncia el 30 de enero de 2023, regresando a su puesto como senador de la República.
Adrián Peña falleció en la noche del 4 de abril de 2024 a causa de un accidente automovilístico sobre la Ruta 36 en el Departamento de Canelones, a la altura de Los Cerrillos.

## Biografía
Oriundo de la localidad canaria de San Bautista (departamento de Canelones), realizó sus estudios allí y participó en actividades deportivas y sociales, llegando a ser presidente de un club social local. No proviene de una familia colorada ni política.
Peña se dedicaba al negocio de la cría y a la distribución de aves de corral.  
Realizó sus estudios en Administración y Dirección de Empresas en la Facultad de Ciencias Empresariales de la Universidad Católica del Uruguay (UCU).

## Carrera política

### Inicios
En 1987, con once años, vio al político Jorge Batlle en una actividad de San Bautista, por lo que se interesa en la figura de José Batlle y Ordóñez y comienza a estudiar más sobre el batllismo.
Comienza su militancia política en el Partido Colorado con 13 años en las elecciones generales de 1989, repartiendo listas de la lista 15 con un amigo de San Ramón.
En las elecciones internas de 1999 milita la candidatura de Jorge Batlle para candidato del Partido Colorado. Posteriormente en ese año Batlle sería electo presidente. 
En las elecciones municipales de 2000 se postula a edil departamental por la lista 15, apoyando la candidatura a intendente de Eduardo Chiesa, pero no logra ser electo.
En las elecciones generales de 2004 apoya a la lista 15 y la candidatura a presidente de Guillermo Stirling.
Hacia 2009 se integra al Batllismo Unido de Canelones y acompaña a Pedro Bordaberry en Vamos Uruguay. Ese mismo año es electo miembro titular del Comité Ejecutivo Departamental del Partido Colorado de Canelones y convencional nacional y departamental en las internas.
En agosto de 2009 conforma un nuevo grupo político denominado Destino Canelones para renovar el Partido Colorado en el departamento.
En las elecciones generales de 2009 es candidato a diputado por la lista 11, apoyando la lista al senado de Pedro Bordaberry, pero no resulta electo.
En abril de 2012 se integra al sector de Vamos Uruguay, apoyando la candidatura a presidente de Pedro Bordaberry de cara a las elecciones de 2014. En noviembre, su grupo, Destino Canelones, es el ganador de las elecciones juveniles del Partido Colorado en Canelones. 

### Ingreso al Parlamento
En las elecciones de 2014 encabeza una lista a la Cámara de Representantes por Canelones dentro de Vamos Uruguay. Es electo diputado por la lista 10 por el Departamento de Canelones para la legislatura 2015 - 2020.
En noviembre de 2014 es elegido por unanimidad secretario general del Partido Colorado en Canelones y en diciembre de ese mismo año es electo miembro titular del Comité Ejecutivo Nacional del Partido Colorado.
El 15 de febrero de 2015 asume como representante nacional por Canelones. 
En 2017 es nombrado secretario general del Partido Colorado.
En 2018 adhiere al sector Ciudadanos en apoyo a la precandidatura de Ernesto Talvi.
En las elecciones parlamentarias de 2019 es electo senador para el período 2020-2025 por el sector Ciudadanos. Deja el Senado porque el 27 de agosto de 2020 asume como ministro de Ambiente, bajo la presidencia de Luis Lacalle Pou.
Tras el retiro de Ernesto Talvi de la actividad política y su salida de la Cancillería, Adrián Peña se convierte en el coordinador de su sector, Ciudadanos.

### Ministro de Ambiente
Dentro del articulado de la Ley de Urgente Consideración N.º 19.889, se aprueba en julio de 2020 la creación de un Ministerio de Ambiente; se previó que Peña ocupara su titularidad. El 18 de julio de 2020 se confirma su designación como el 1.er ministro de Ambiente, cargo que asume el 27 de agosto en Aguas Corrientes, siendo el primer ministro de ambiente de la historia del país.
Durante su administración se aprueba el Proyecto Neptuno-Arazatí, un proyecto de infraestructura para potabilizar agua, de un costo aproximado de 200 millones de dólares. La iniciativa genera un conflicto ambiental entre OSE, el sector académico y la sociedad civil de Uruguay, ya que hay diferentes posiciones respecto del impacto ambiental del proyecto.
En el marco de la campaña Uruguay + Circular, el 28 de abril de 2021 el Ministerio de Ambiente estableció la Resolución 272 por la que promueve “la reducción de la generación de residuos plásticos” y a cambio “prioriza el uso y consumo de productos reutilizables”. El lunes 31 de enero de 2022 el Ministerio de Ambiente establece una resolución en la que se prohíbe “la fabricación, importación, distribución, comercialización, venta y entrega a cualquier título, de pajitas (sorbetes) de plástico de un solo uso que no integren la presentación de un producto”.

### Polémica sobre su licenciatura y renuncia a la titularidad del ministerio
En enero de 2023 se descubre que durante años Peña se atribuyó el título de licenciado en su carrera (Administración y Dirección de Empresas) cuando no había terminado su carrera, incluso firmado documentos oficiales en los que se describía como "licenciado" y no corrigió a quienes lo presentaban con dicho título.
Ante esto, el ministro se reúne el jueves 26 de enero de 2023 con el presidente Lacalle Pou y comenta a legisladores de Ciudadanos que había terminado de cursar sus estudios: "Lo importante para él es que efectivamente yo cursé la carrera, como acabo de demostrar. Allí está toda la escolaridad, rendí todas las materias, las aprobé todas; luego, tiempo después, rendí la tesis, la defendí y la salvé. Él me manifestó que eso era lo trascendente", declaró a la salida, según recoge una nota de Subrayado.
A partir del revuelo que generó la información, la institución, la Universidad Católica del Uruguay (UCU), decidió revisar los planes de estudio para ver la situación del ministro, quien empezó la carrera en 2002 y la retomó en 2021. De acuerdo con datos de la institución, Peña dio un examen en septiembre de 2022, tras defender la tesis, pero poseía un curso pendiente.
Tras los hechos ocurridos, Peña renuncia al cargo de ministro de ambiente el 30 de enero de 2023, siendo sucedido por el vicepresidente de Antel, Robert Bouvier.
Posteriormente a su renuncia, Adrián Peña pidió licencia en su sector político, Ciudadanos, y en el Senado para centrarse en terminar el curso pendiente para poder recibir el título de su licenciatura. Afirmó que tras esto volvería al Senado.
Sin embargo, el 28 de febrero la UCU afirmó, siendo confirmado por el profesor que estaba a cargo, que Peña había aprobado ese curso y efectivamente había terminado la carrera, habiéndose licenciado. La institución le confirmó que dicho curso de seis días lo había aprobado en noviembre de 2005, por lo que, con la tesis aprobada en el 2022, Peña se había recibido y solo faltaba que le entregaran el título. En información publicada por el diario El País Lacalle Pou dijo que "estaba en su derecho de volver" al ministerio si quería hacerlo, no obstante, Peña afirmó tener intenciones de mantenerse en el Senado.
Finalmente, Peña retoma la actividad política al volver a su banca del Senado el lunes 10 de abril de 2023, banca que había sido ocupada desde agosto de 2020 por su suplente, Pablo Lanz.

### Regreso al Senado
En junio de 2023 Peña presentó un proyecto de ley para transparentar el ingreso de funcionarios en las intendencias. Recibiendo críticas de parte del senador nacionalista y exintendente de Cerro Largo Sergio Botana, argumentando que “violenta la autonomía municipal”. El senador colorado sostuvo que su iniciativa servirá para ver “quién está del lado de la transparencia y quién no”; mientras, el legislador blanco dijo que la idea es propia del “centralismo histórico del Partido Colorado” y no le sorprende que “venga de un batllista”.
Peña señala que el proyecto presenta una dificultad, y es que necesita mayorías especiales. Esto se debe a lo dispuesto por el artículo 64 de la Constitución, que indica que se requerirán los votos de dos tercios del total de componentes de cada cámara para establecer por ley “normas especiales que por su generalidad o naturaleza sean aplicables a los funcionarios de todos los gobiernos departamentales y de todos los entes autónomos, o de algunos de ellos, según los casos”. Colorados, frentistas y cabildantes acordaron el proyecto de ley sobre ingreso y ascenso en las intendencias, pero el Partido Nacional (PN) no da sus votos en el Senado y lo hace caer. El senador colorado Peña, coordinador de su bancada, denunció acomodos a cambio de votos, mientras que blancos señalaron “la soberbia” del planteo.
Dentro del sector Ciudadanos, el nombre de Peña, junto al del presidente de la ANEP, Robert Silva, se manejaban como futuros precandidatos del sector Ciudadanos para el Partido Colorado para las elecciones internas de 2024. Sin embargo, en septiembre de 2023 Peña anunció que no sería precandidato por "motivos personales" y que apoyaría a la precandidatura de Silva, cediéndole el primer lugar en la lista al Senado.
Peña junto al Ministro de Turismo, Tabaré Viera, tomaron parte, en representación del Partido Colorado, de una comisión integrada por los otros miembros de la Coalición de gobierno (Partido Nacional, Partido Independiente y Cabildo Abierto) y aseguró la segura futura existencia de un lema en conjunto para las elecciones departamentales de 2025 en los departamentos de Montevideo, Canelones y Salto. Al mismo tiempo, su nombre se llegó a perfilar como posible candidato colorado a intendente de Canelones.

## Fallecimiento
Peña falleció en la noche del 4 de abril de 2024 a causa de un accidente automovilístico sobre la Ruta 36 en el Departamento de Canelones a la altura de Los Cerrillos. Legisladores, políticos y dirigentes de todos los partidos lamentaron lo ocurrido y expresaron sus condolencias a través de las redes sociales. Por decisión de la familia no se realizaron honores de Estado ni velatorio en el Salón de los Pasos Perdidos del Palacio Legislativo, como le correspondería por ser senador y exministro de gobierno. El sepelio fue realizado en el cementerio de San Bautista, de donde Peña era oriundo.
El 9 de abril de 2024, el sector Ciudadanos decidió impulsar un plebiscito para que en la Constitución solamente se permita la entrada de empleados a las intendencias por concurso, similar al último proyecto en el que Peña trabajó y que fue rechazado en el Senado por votos en contra del Partido Nacional. El diputado Ope Pasquet adelantó que el proyecto modificaría el inciso final del artículo 62 de la Constitución, estableciendo la obligatoriedad de implementar un concurso o sorteo para ingresar a trabajar en los gobiernos departamentales del Uruguay.La iniciativa no prosperó al ser rechazada por el Partido Nacional y el Frente Amplio.